# Алексије Асен
Алексије Асен (умро после 1375) је био грчки великаш, сродник српске царице Јелене. Био је угледна личност Серске државе.

## Биографија
У изворима Алексија први пут срећемо 1365. године у судском акту којим се решава спор између светогорских манастира Есфигмена и Кутлумуша око цркве Светог Георгија у селу Зинзос. У раду мешовитог суда Серске митрополије, између осталих, учествује и братучед и дворанин царице Јелене (удовице цара Душана), Алексије Асен. Асен је био у сродству са трновским царем Јованом Александром, Јелениним братом. Није, међутим, носио никакву титулу. Припадао је огранку породице Асен настањеном у Серу. Асени из Сера имали су значајну улогу у граду још у првој половини века. Алексије је остао у Серу и током Угљешине владавине. Након погибије деспота Угљеше у Маричкој бици (1371), прешао је на страну византијског цара Јована V Палеолога признавајући његову власт. Последњи документ у коме се Асен помиње је из 1375. године. Асен се потписује као поданик Јована V Палеолога.